# 吉野光樹
吉野 光樹（よしの てるき、1998年7月19日 - ）は、熊本県菊池郡菊陽町出身のプロ野球選手（投手）。右投右打。横浜DeNAベイスターズ所属。

## 経歴

### プロ入り前
菊陽町立菊陽中部小学校3年生の時にKCブルースターズで野球を始め、九州学院中学校では軟式野球部に所属していた。
中高一貫のため、九州学院高等学校に内部進学し、2年時にチームは第87回選抜高等学校野球大会、第97回全国高等学校野球選手権大会に出場したが、自身はベンチ外だった。その後は控え投手としてベンチ入りしたが、3年夏は熊本県大会決勝で九鬼隆平、田浦文丸らを擁する秀岳館に敗れた。1学年年上には伊勢大夢、1学年下には村上宗隆がおり、在学当時は捕手であった村上とはバッテリーを組んでいた。
上武大学に進学し、2年秋からエースとして活躍したが、4年時は怪我に苦しみ、プロ志望届の提出を見送った。
大学卒業後はトヨタ自動車に入社。同社のテクニカルアドバイザーの吉見一起の指導の下で技術や考え方を磨く。2年目の2022年には第93回都市対抗野球大会予選の西濃運輸戦で自己最速を更新する150km/hを記録し、本選の日本製鉄かずさマジック戦でも4回無失点と好投した。その後、同年10月20日に行われたドラフト会議にて、横浜DeNAベイスターズから2位指名を受けた。11月22日、愛知県豊田市のホテルで交渉し、契約金6400万円、年俸1200万円で入団した（金額は推定）。背番号は24。ベイスターズには伊勢が先に在籍しており高校時代以来再びチームメイトとなることになった。担当スカウトは中川大志。

### 横浜DeNA時代
2023年は、春季キャンプを一軍で迎えるも開幕は二軍スタートとなり、5月には腰を疲労骨折する。シーズン中はそのままリハビリ組に合流し、一度も一軍へ昇格することはなく、二軍でも4試合の登板で防御率11.91に終わった。11月3日に現状維持の推定年俸1200万円で契約を更改した。
2024年も引き続き、春季キャンプからリハビリ組でのスタートとなったが、3月19日のイースタン・リーグの東北楽天ゴールデンイーグルス戦で復帰登板を果たし、2回無失点に抑えた。7月13日の読売ジャイアンツ戦（東京ドーム）でプロ初登板・初先発し、5回4安打2失点で敗戦投手となった。同月18日、チーム事情で出場辞退した石田裕太郎に代わってフレッシュオールスターゲームに補充された。8月23日、東京ヤクルトスワローズ戦（神宮）に先発登板し、5回5安打2失点でプロ初勝利を挙げた。翌日に登録抹消されて二軍調整していたが、9月8日の巨人戦の先発登板が見込まれていた大貫晋一が2日前に故障したことに受けて、吉野が同日の試合に緊急で先発登板することとなった。初黒星を喫した巨人相手に自己最長の6回を投げて無失点の投球を見せ、2勝目を挙げた。9月30日の阪神タイガース戦（甲子園球場）では、6回94球でマウンドを降りたが、無安打無失点の好投で3勝目を挙げた。

## 選手としての特徴
ノーワインドアップから最速150km/hのストレート、カットボール、カーブ、フォークボールを投げ、中でも2種類のフォークを武器とする。

## 人物
2024年1月1日に高校の同級生である一般女性と入籍した。

## 詳細情報

### 年度別投手成績
| 年 度     | 球 団     | 登 板 | 先 発 | 完 投 | 完 封 | 無 四 球 | 勝 利 | 敗 戦 | セ 丨 ブ | ホ 丨 ル ド | 勝 率 | 打 者 | 投 球 回 | 被 安 打 | 被 本 塁 打 | 与 四 球 | 敬 遠 | 与 死 球 | 奪 三 振 | 暴 投 | ボ 丨 ク | 失 点 | 自 責 点 | 防 御 率 | W H I P |
| --------- | --------- | ----- | ----- | ----- | ----- | -------- | ----- | ----- | -------- | ----------- | ----- | ----- | -------- | -------- | ----------- | -------- | ----- | -------- | -------- | ----- | -------- | ----- | -------- | -------- | ------- |
| 2024      | DeNA      | 7     | 7     | 0     | 0     | 0        | 3     | 2     | 0        | 0           | .600  | 137   | 31.1     | 34       | 5           | 11       | 0     | 1        | 29       | 1     | 0        | 15    | 15       | 4.31     | 1.44    |
| 通算：1年 | 通算：1年 | 7     | 7     | 0     | 0     | 0        | 3     | 2     | 0        | 0           | .600  | 137   | 31.1     | 34       | 5           | 11       | 0     | 1        | 29       | 1     | 0        | 15    | 15       | 4.31     | 1.44    |

- 2024年度シーズン終了時

### 年度別守備成績
| 年 度 | 球 団 | 投手  | 投手  | 投手  | 投手  | 投手  | 投手     |
| 年 度 | 球 団 | 試 合 | 刺 殺 | 補 殺 | 失 策 | 併 殺 | 守 備 率 |
| ----- | ----- | ----- | ----- | ----- | ----- | ----- | -------- |
| 2024  | DeNA  | 7     | 1     | 4     | 0     | 0     | 1.000    |
| 通算  | 通算  | 7     | 1     | 4     | 0     | 0     | 1.000    |

- 2024年度シーズン終了時

### 記録
初記録
投手記録
- 初登板・初先発登板：2024年7月13日、対読売ジャイアンツ12回戦（東京ドーム）、5回4安打2失点で敗戦投手[12]
- 初奪三振：同上、1回裏に大城卓三から空振り三振
- 初勝利・初先発勝利：2024年8月23日、対東京ヤクルトスワローズ21回戦（明治神宮野球場）、5回5安打2失点[14]

打撃記録
- 初打席：2024年7月13日、対読売ジャイアンツ12回戦（東京ドー厶）、3回表にフォスター・グリフィンから見逃し三振

### 背番号
- 24（2023年 - ）